# Strauss’ Autograph Waltzes
Strauss’ Autograph Waltzes ist ein Walzer, der Johann Strauss Sohn zugeschrieben wird. Datum und Ort der Uraufführung sind nicht überliefert.